# 데스 그립스

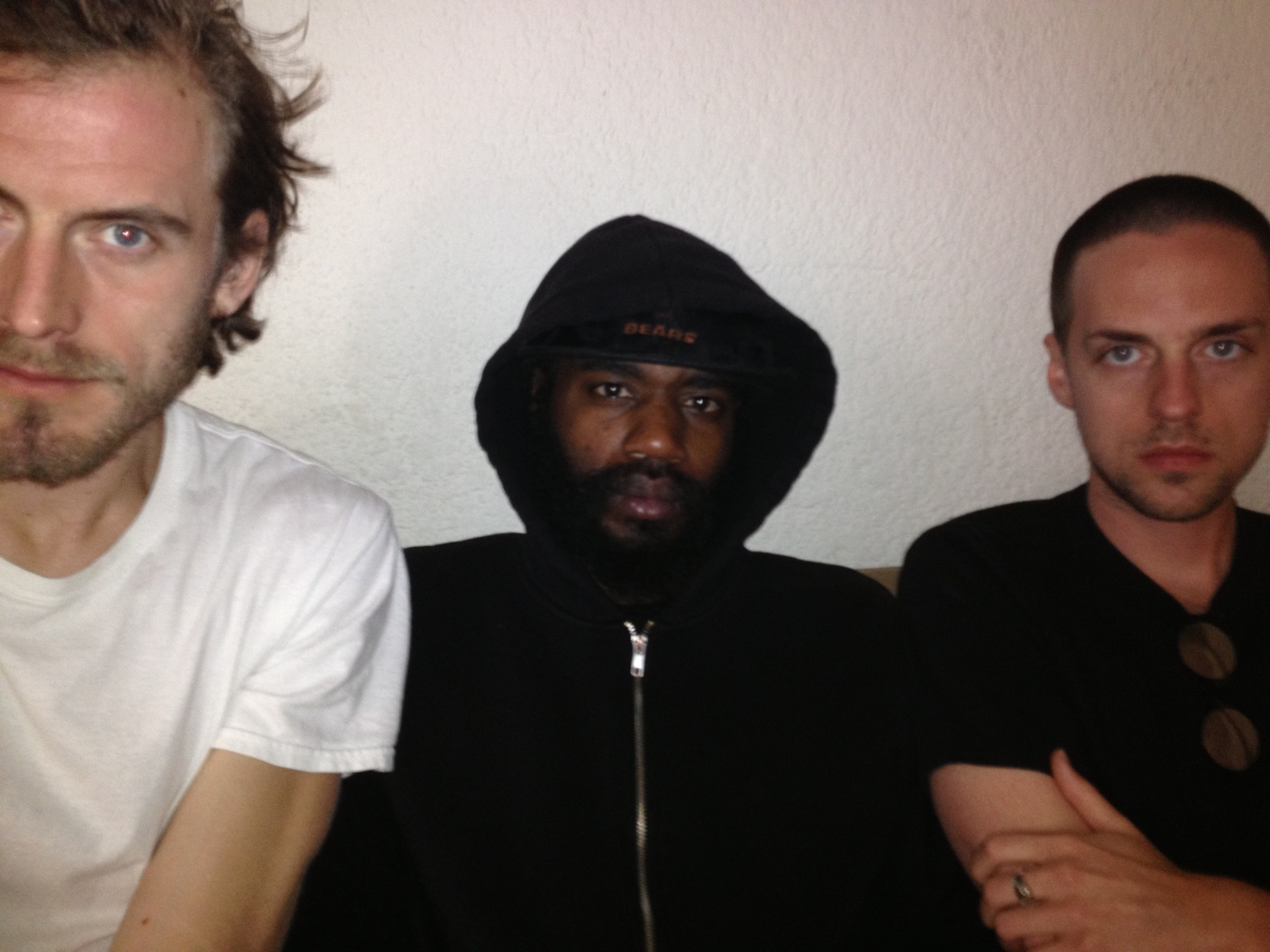
2014년 1월의 데스 그립스. 잭 힐, 스테판 버넷, 앤디 모린

데스 그립스(Death Grips)는 2010년 캘리포니아주 새크라멘토에서 결성된 미국의 실험적인 힙합 그룹이다. 이 그룹은 프로듀서 잭 힐(Zach Hill, 드럼)과 앤디 모린(Andy Morin, 키보드), 보컬리스트 스테판 버넷(Stefan Burnett, 별칭: MC Ride)으로 구성되어 있다. 힐은 그룹의 프론트맨은 아니지만 프로젝트의 원동력인 창의력을 발휘한 것으로 알려져 있다. 펑크 록, 일렉트로닉, 노이즈 (음악) 및 인더스트리얼 스타일을 바탕으로 한 밴드의 혁신적이고 분류하기 어려운 사운드는 평단의 호평과 추종자를 얻었으며, 공격적인 연주 스타일과 팬 및 미디어와의 비밀스러운 상호 작용은 널리 퍼져나갔다.
이 그룹은 2011년 4월 믹스테이프 Exmilitary를 발매했고 1년 후 데뷔 정규 앨범 The Money Store를 발매했다. 둘 다 비판적인 칭찬을 받았다. 2012년 에픽 레코드와 계약한 직후, 그룹은 계약을 위반하여 두 번째 앨범 No Love Deep Web을 무료 다운로드로 유출했고 레이블에서 제외되었다. 2013년에 세 번째 앨범인 Government Plates를 발매했다. 몇 차례의 공연 약속이 깨진 후, 이 그룹은 2014년 7월에 해체를 발표하고 네 번째 앨범인 The Powers That B라는 더블 앨범을 발표했다. 이 그룹은 첫 번째 디스크를 유출했다. 2014년 더블 앨범 Niggas on the Moon의 수록곡이다. 2015년 초 두 번째 디스크인 Jenny Death를 발매하기 전 그룹은 Fashion Week라는 악기용 "사운드트랙" 앨범을 발매했다. 두 번째 디스크의 출시를 간절히 기대했던 밴드 팬들이 만든 인기 문구가 된 "JENNY DEATH WHEN"이라는 문구를 곡조로 표현했다. The Powers That B는 2015년에 발매되었으며 그들의 마지막 앨범으로 알려져 있다. 그러나 2015년 3월 이 그룹은 "좀 더 음악을 만들 수도 있다"고 밝혔고 나중에 월드 투어를 발표했다.
2015년 후반에 데스 그립스는 2016년 5월에 발매된 다섯 번째 공식 스튜디오 앨범 Bottomless Pit을 발표했다. 그들의 여섯 번째 정규 앨범인 Year of the Snitch는 2018년 6월에 발매되었다. 네 번째 EP인 Gmail and the Restraining Orders는 워프 레코즈의 30주년을 기념하여 2019년 6월에 발매되었다.

## 음반
믹스테이프
- Exmilitary (2011)

스튜디오 음반
- The Money Store (2012)
- No Love Deep Web (2012)
- Government Plates (2013)
- The Powers That B (2015)
- Bottomless Pit (2016)
- Year of the Snitch (2018)